# 鍾信
鍾信，CMG（Derek John Claremont Jones，1927年7月2日—2008年10月4日），英國及香港政府官員、以及倫敦貿易政策研究中心資深院士。鍾信早年在英國政府供職，隨後於1971年加入香港政府。港府在1973年落實《麥健時報告書》的建議後，他先後出任經濟司、環境司、運輸司和立法局官守議員等職，1982年外調到比利時布魯塞爾任香港駐歐洲共同市場貿易代表，至1986年退休返英。

## 生平

### 早年生涯
鍾信在1927年7月2日生於英國英格蘭，是艾伯特·克萊爾蒙特·鍾斯（Albert Claremont Jones）和艾瑟兒·麗蓮·哈澤爾（Ethel Lilian Hazell）所生的長子。他早年入讀布里斯托的柯爾斯通公學（Colston School），後來升讀布里斯托大學，取得文學士學位畢業。鍾信亦擁有倫敦政治經濟學院經濟學榮譽理學士學位。

### 英政府生涯
鍾信在1946年至1948年間於皇家空軍服役，1950年加入英國政府，1950年至1953年間於內閣廳經濟科出任經濟助理，當時的首相是邱吉爾爵士。他及後在1953年至1955年外調法國巴黎，擔任英國駐經濟合作與發展組織和北約代表團二等秘書。返國後，在1955年至1957年出任殖民地部助理首席主任，後來自1957年至1966年任殖民地部首席主任。殖民地部在1966年解散後，鍾信調任聯邦部第一秘書，翌年調往英國駐瑞士日內瓦使節團任參贊一職，專門主理與香港有關的貿易事宜。

### 香港政府
在1971年，鐘信調到香港政府，最初在輔政司署經濟科出任副經濟司。在1973年，時任港督麥理浩爵士（後為勳爵）根據《麥健時報告書》（McKinsey Report）的建議，設立外界稱之為「迷你內閣」的制度，將司級官員架構重整成六大職位，分別為民政司、房屋司、環境司、社會事務司、保安司和經濟司，其中，鍾信在1973年11月出任改組後的首任經濟司，至1976年9月改任環境司。在1981年9月，他獲委任為新設立的運輸司，但在任僅數月就獲外調，於1982年出任工商署駐布魯塞爾歐洲共同市場貿易代表，至1986年5月卸任，退出港府，其職務由曹廣榮接替。
在港府任職期間，鍾信曾參與多項重大基建發展，其中包括地下鐵路荃灣線的興建等等。另外，鍾信在1973年至1982年間兼任立法局官守議員，並在多個公營機構和組織任職，當中計有九龍巴士、中華巴士和香港工業邨公司董事、環境保護諮詢委員會、土地發展特別委員會和交通諮詢委員會主席、另外也是石油政策委員會委員。為答謝他對港府的貢獻，他在1979年新年授勳名單獲CMG勳銜。

### 晚年生涯
退出港府後，鍾信在1986年至1990年出任倫敦貿易政策研究中心（Trade Policy Research Centre）資深院士，此後展開退休生活，他在2008年10月4日因病在睡夢中安詳逝世，卒於英格蘭康沃爾郡聖阿格尼斯（St Agnes），終年81歲。其遺體在10月15日於聖阿格尼斯教區教堂出殯，隨後安葬於聖阿格尼斯墳場。鍾信生前已婚，並育有四名子女。

## 家庭
鍾信曾有兩段婚姻，他先在1951年娶讓·辛西雅·威瑟姆（Jean Cynthia Withams）為妻，兩人育有一子兩女。兩人離婚後，他在1970年再娶凱·塞西莉·休利斯（Kay Cecile Thewlis）為妻，兩人育有一子。鍾信的興趣包括旅遊、閱讀和與人談天。

## 榮譽
- J.P. （官守）
- C.M.G. （1979年元旦授勳[1]）

## 注腳
1. ↑  "Issue 47723 （页面存档备份，存于）", London Gazette, 30 December 1978, p.3.

## 外部連結
- Tribute to Derek Jones （页面存档备份，存于）

| 官衔            | 官衔                 | 官衔            |
| --------------- | -------------------- | --------------- |
| 前任者： 新創設 | 經濟司 1973年–1976年 | 繼任者： 謝法新 |
| 前任者： 盧秉信 | 環境司 1976年–1981年 | 繼任者： 廢置   |
| 前任者： 新創設 | 運輸司 1981年        | 繼任者： 施恪   |